# Heterachthes lateralis
Heterachthes lateralis là một loài bọ cánh cứng trong họ Cerambycidae.